# Kjell-Åke Andersson
Kjell-Åke Gunnar Andersson, född 7 juni 1949 i Slottsstadens församling i Malmö, är en svensk filmregissör, manusförfattare och filmfotograf. 
Andersson samarbetade nära med Kjell Sundvall i ett flertal vardagrealistiska satirer, främst för TV. År 1980 belönades de båda med Prix Italia för filmen Jackpot.

## Filmografi i urval
- 1980 – Vi hade i alla fall tur med vädret (manus)
- 1980 – Jackpot (manus)
- 1982 – Dom unga örnarna (manus)
- 1983 – Lyckans ost (manus)
- 1985 – Examen (kortfilm, manus)
- 1985 – Hålet (kortfilm, manus)
- 1985 – Breaking Point (regi)
- 1987 – Friends (manus och regi)
- 1992 – Min store tjocke far (manus och regi)
- 1995 – Majken (TV-serie) (regi)
- 1996 – Juloratoriet (manus och regi)
- 1998 – S:t Mikael (TV-serie) (regi)
- 2001 – Familjehemligheter (manus och regi)
- 2002 – Stackars Tom (TV-serie) (regi)
- 2003 – Mamma pappa barn (regi)
- 2005 – Wallander – Innan frosten (regi)
- 2007 – Pirret (regi)
- 2008 – Vi hade i alla fall tur med vädret – igen (manus och regi)
- 2011 – Någon annanstans i Sverige (regi)
- 2013 – Mig äger ingen (regi)
- 2017 – Den enda vägen
- 2018 – Det som göms i snö (TV-serie) (regi)